# Gjálp et Greip
Pour les articles homonymes, voir Greip.
Gjálp et Greip sont deux géantes (jötunn) de la mythologie nordique. Elles sont les filles du géant Geirröd. Celles-ci ainsi que leur père furent tués par Thor dans le château de Geirröd.

## Attestations

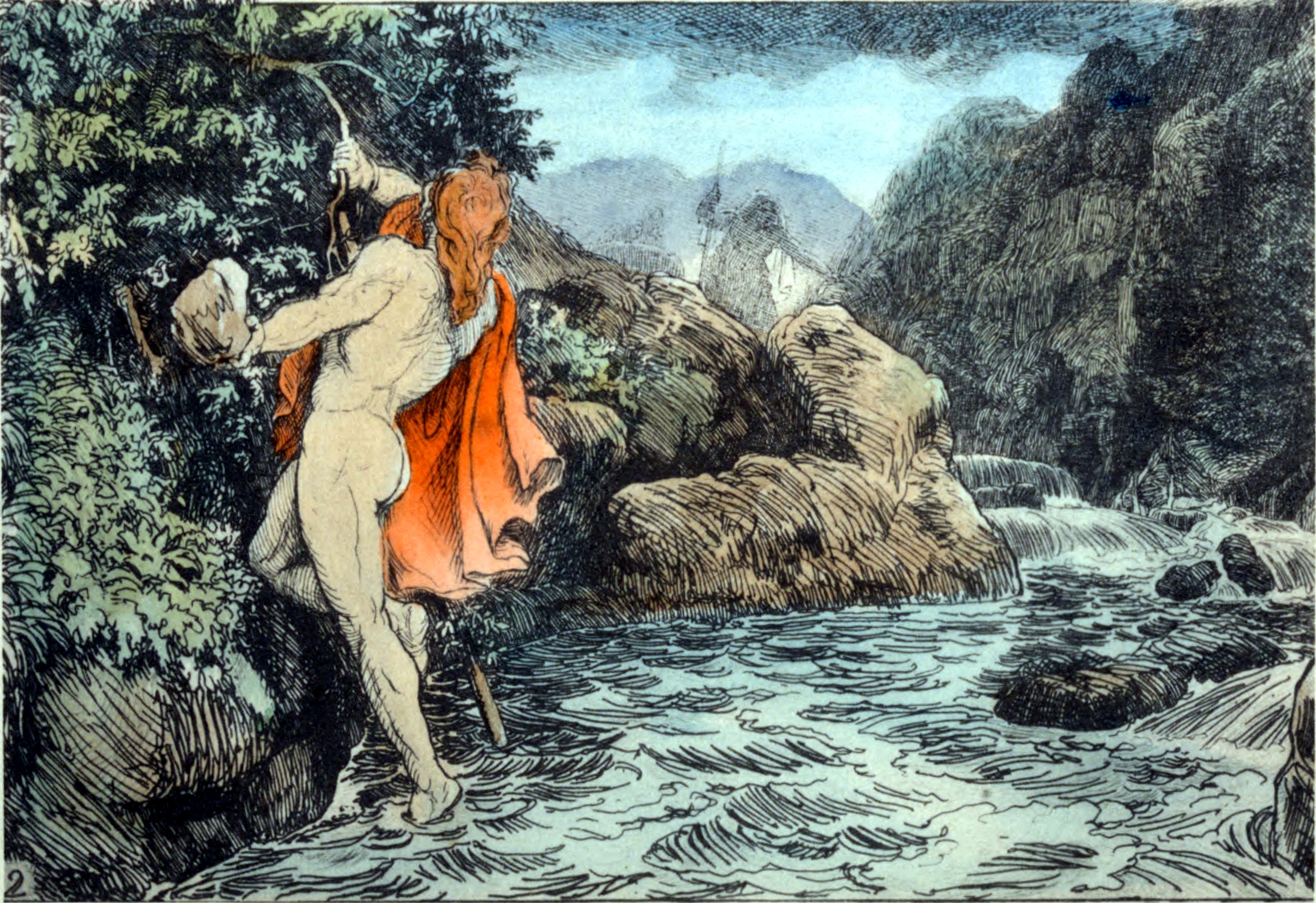
Le voyage de Thor au château de Geirröd réalisé par Lorenz Frølich

Dans le Skáldskaparmál de l'Edda de Snorri écrite par Snorri Sturluson au XIIIe siècle, Gjálp et Greip sont décrites comme étant les filles de Geirröd. Dans ce texte, Thor vit Gjálp pendant qu'il pataugeait avec difficulté en traversant dans la rivière Vimur qui se tenait debout une jambe sur chaque rive de la rivière. Elle causait une avalanche d'eau empêchant Thor d'avancer. Thor pris une pierre de la rivière et la lança à Gjálp en prononçant ses mots : « À sa source, une rivière devrait s'écouler ». Il ne manqua pas sa cible. Une fois que Thor eut atteint la résidence de Geirröd, un siège lui fut offert. Il remarqua que la chaise s'élevait sous lui en direction du plafond. Il enfonça la lance de Gríðr contre les poutres du plafond et poussa durement contre la chaise. Puis, il y eut un craquement bruyant et des cris suivirent : Gjálp et Greip étaient sous la chaise et avaient toutes deux cassé leurs dos. Le même mythe est présent dans le Þórsdrápa bien que le nom des géantes ne soient pas mentionnées.